# João Carlos Muniz
João Carlos Muniz (* 21. März 1893 in Cuiabá; † 1960) war ein brasilianischer Diplomat.

## Leben
João Carlos Muniz war der Sohn von Anna Virginia Costa Marques und Polydoro Antunes.
Er war Bachelor der Sprachen und der Literatur und studierte Rechtswissenschaft an der Universidade Federal do Rio de Janeiro. 1923 wurde er an der New York University zum Doktor der Rechte promoviert. Von 1918 bis 1927 war er Vizekonsul in New York City.
Im Jahr 1925 war Muniz Mitglied der Delegation bei der Interparliamentary Union in Washington, D.C. und 1928 bei der Panamerikanischen Konferenz in Havanna. Von 1929 bis 1931 wurde er als Konsul zunächst in London, danach bis 1933 in Baltimore, dann bis 1934 in Warschau und schließlich für wenige Monate in Genf eingesetzt, wo er eine Studie über den Kaffeeanbau in Zentralamerika verfasste. Noch im gleichen Jahr wurde er bis 1937 als Gesandtschaftsrat nach Washington, D.C. versetzt.
Im Jahr 1937 leitete Muniz zunächst die brasilianische Delegation bei der internationalen Arbeitsorganisation und anschließend von 1938 bis 1941 den Conselho de Imigração e Colonização sowie zwischenzeitlich von 1939 bis 1940 auch den Conselho Federal de Comércio Exterior. 1941 war er als Delegierter bei der ILO-Konferenz in New York City vertreten.
Vom 18. Juni 1941 bis zum 3. August 1942 wurde Muniz als Gesandter nach Havanna versetzt und anschließend bis zum 25. Januar 1946 als Botschafter in Quito berufen. Zwischenzeitlich gehörte er vom 18. Mai bis zum 3. Juni 1943 auch der Delegation bei der United Nations Conference on Food and Agriculture in Hot Springs, Virginia an.
Im Jahr 1945 wurde Muniz dann zum Generalsekretär des Itamaraty ernannt und vertrat von 1946 bis 1947 die brasilianische Regierung bei der Panamerikanischen Union, bevor er noch 1947 die Leitung der brasilianischen Delegation bei der Generalversammlung der Vereinten Nationen in Lake Success übernahm. Im Oktober 1951 übertrug man ihm den Vorsitz des Sicherheitsrates der Vereinten Nationen. Von 1953 bis 1956 wurde er als Botschafter nach Washington, D.C. versetzt und übernahm noch 1956 die Leitung der Conference on the Statute of the International Atomic Energy Agency.
| Vorgänger                     | Amt | Nachfolger                     |
| ----------------------------- | --- | ------------------------------ |
| Leopoldo Teixeira Leite Filho | brasilianischer Gesandter in Havanna 18. Juni 1941 bis 3. August 1942                                                    | Carlos Maximiano de Figueiredo |
| Altamir de Moura              | brasilianischer Botschafter in Quito 15. August 1942 bis 25. Januar 1946                                                 | José Duarte Gonçalves da Rocha |
| Pedro Leão Veloso             | Leiter der Delegation bei Generalversammlung der Vereinten Nationen 25. Mai bis 14. August 1919                          | Raul Fernandes                 |
| Aleš Bebler                   | President of the United Nations Security Council Oktober 1951:                                                           | Tsiang Tingfu                  |
| Walther Moreira Salles        | Botschafter in Washington D. C. 20. Okt. 1953 bis 18. Juli 1956                                                          | Sylvio Ribeiro de Carvalho     |
| —                             | Vertreter der brasilianischen Regierung bei der Conference on the Statute of the International Atomic Energy Agency 1956 | Carlos Alfredo Bernardes       |